# Queda de Phnom Penh
A Queda de Phnom Penh foi a captura de Phnom Penh, capital da República do Khmer (no atual Camboja), pelo Khmer Vermelho em 17 de abril de 1975, encerrando efetivamente a Guerra Civil Cambojana. No início de abril de 1975, Phnom Penh, um dos últimos redutos remanescentes da República do Khmer, foi cercado pelo Khmer Vermelho e totalmente dependente do reabastecimento aéreo através do Aeroporto de Pochentong.
Com uma vitória iminente do Khmer Vermelho, o governo dos Estados Unidos evacuou cidadãos americanos e cambojanos aliados em 12 de abril de 1975. Em 17 de abril, o governo da República do Khmer evacuou a cidade, com a intenção de estabelecer um novo centro governamental perto da fronteira com a Tailândia para continuar a resistência. Mais tarde naquele dia, as últimas defesas ao redor de Phnom Penh foram invadidas e o Khmer Vermelho ocupou Phnom Penh.
As forças capturadas da República do Khmer foram levadas para o Estádio Olímpico de Phnom Penh, onde foram executadas; altos líderes do governo e militares foram forçados a escrever confissões antes de suas execuções. O Khmer Vermelho ordenou a evacuação de Phnom Penh, esvaziando a cidade exceto os expatriados que se refugiaram na embaixada francesa até 30 de abril, quando foram transportados para a Tailândia.

## História
No início de 1975, a República do Khmer, um governo militar apoiado pelos Estados Unidos, controlava apenas a área de Phnom Penh e uma série de cidades ao longo do Rio Mecom que forneciam a rota crucial de abastecimento de alimentos e munições vindos rio acima do Vietnã do Sul. Como parte de sua ofensiva na estação seca de 1975, em vez de renovar seus ataques frontais a Phnom Penh, o Khmer Vermelho decidiu cortar a crucial rota de abastecimento do Mekong. Em 12 de janeiro de 1975, o Khmer Vermelho atacou Neak Luong, um importante posto defensivo das Forças Armadas Nacionais do Khmer (FANK) no Mekong.
Em 27 de janeiro, sete navios entraram em Phnom Penh, os sobreviventes de um comboio de 16 navios que foi atacado durante os 100 km viagem da fronteira sul-vietnamita. Em 3 de fevereiro, um comboio descendo o rio atingiu minas navais colocadas pelo Khmer Vermelho em Phú Mỹ, aproximadamente 74 km de Phnom Penh. A Marinha Nacional do Khmer (MNK) tinha capacidade de varredura de minas, mas devido ao controle do Khmer Vermelho nas margens do rio, a varredura de minas era impossível ou, na melhor das hipóteses, extremamente cara.:102–4 O MNK havia perdido um quarto de seus navios e 70% de seus marinheiros foram mortos ou feridos.:347
Em 17 de fevereiro, a República do Khmer abandonou as tentativas de reabrir a linha de abastecimento do Mekong. Todos os suprimentos subseqüentes para Phnom Penh teriam que vir de avião para o Aeroporto de Pochentong.:105 Os Estados Unidos rapidamente mobilizaram um transporte aéreo de comida, combustível e munição para Phnom Penh, mas como o apoio dos EUA à República do Khmer foi limitado pela Emenda Case-Church,:347 A BirdAir, uma empresa sob contrato com o governo dos EUA, controlava o transporte aéreo com uma frota mista de aviões C-130 e DC-8, voando 20 vezes por dia para Pochentong a partir do aeródromo da Marinha Real Tailandesa U-Tapao.:105
Em 5 de março, a artilharia do Khmer Vermelho em Toul Leap (11.574°N 104.757°E), a noroeste de Phnom Penh, bombardeou o Aeroporto de Pochentong, mas as tropas FANK recapturaram Toul Leap em 15 de março e encerraram o bombardeio. As forças do Khmer Vermelho continuaram a se aproximar ao norte e oeste da cidade e logo puderam atirar em Pochentong novamente. Em 22 de março, foguetes atingiram duas aeronaves de abastecimento, forçando a embaixada americana a anunciar no dia seguinte a suspensão do transporte aéreo até que a situação de segurança melhorasse. Percebendo que a República Khmer logo entraria em colapso sem suprimentos, a embaixada reverteu a suspensão em 24 de março e aumentou o número de aeronaves disponíveis para o transporte aéreo.:105 :358 A esperança entre o governo Khmer e a embaixada era que a ofensiva do Khmer Vermelho pudesse ser retido até o início da estação chuvosa em maio, quando os combates geralmente diminuíram.:356

## Ofensiva

### Final de março
No final de março, o FANK manteve um perímetro defensivo de cerca de 15 km do centro de Phnom Penh. No noroeste, a 7ª Divisão estava em uma posição cada vez mais difícil; sua frente foi cortada em vários lugares, principalmente na região de Toul Leap, que mudou de mãos várias vezes. A 3ª Divisão, localizada na Rota 4 nas proximidades de Bek Chan (11.51°N 104.748°E) cerca de 10 km a oeste de Pochentong, foi isolado de seu próprio posto de comando em Kompong Speu.:155
No sul, a 1ª Divisão fez a defesa, juntamente com a 15ª Brigada do Brigadeiro General Lon Non; era a parte mais calma da frente naquela época. Na região de Ta Khmau, Rota 1 e no rio Bassac, a 1ª Divisão estava sujeita à pressão contínua do Khmer Vermelho. A leste da capital estavam a Brigada de Paraquedas e as tropas da Região Militar de Phnom Penh. A base naval MNK na península de Chrouy Changvar (11.583°N 104.916°E) e a base da Força Aérea Khmer (KAF) em Pochentong foram defendidas por suas próprias forças.:156
A posição chave de Neak Luong na margem leste do Mekong foi completamente isolada. O KAF e o MNK estavam sobrecarregados e com suprimento insuficiente e não podiam atender às demandas do FANK. A situação logística geral da FANK era cada vez mais crítica e o reabastecimento de munições para a infantaria só podia ser feito esporadicamente.:156

### 01 de abril
O Premier Lon Nol renunciou em 1º de abril. A cerimônia de partida na Assembleia Nacional do Camboja contou com a presença apenas de Khmer, o corpo diplomático não tendo sido convidado. Do terreno de Chamcar Mon, helicópteros levaram Lon Nol, sua família e grupo para Pochentong, onde Lon Nol conheceu o embaixador americano John Gunther Dean antes de embarcar em um voo da Air Cambodge para U-Tapao na Tailândia e para o exílio.:358 :158–61 Saukam Khoy tornou-se presidente interino e esperava-se que, com a saída de Lon Nol, as negociações de paz pudessem progredir.:161
A situação que piorou rapidamente em março foi coroada na noite de 1º de abril pela queda de Neak Luong, apesar da feroz resistência e após um cerco de três meses. Este desenvolvimento abriu a entrada do sul para a capital e liberou 6.000 soldados do Khmer Vermelho para se juntar às forças que sitiavam Phnom Penh. A captura de seis obuses de 105 mm em Neak Luong foi mais uma ameaça à capital.:105 :156 :358

### 2 a 11 de abril
De 3 a 4 de abril, todas as posições FANK na Rota 1 acima de Neak Luong mantidas pela 1ª Divisão FANK caíram uma após a outra; qualquer reforço, seja por estrada ou via Mekong, era impossível.:156Ao norte da capital, na área da 7ª Divisão, os ataques do Khmer Vermelho aconteciam diariamente e, apesar do apoio aéreo regular, não houve melhora na situação ali. Vários contra-ataques do FANK, realizados para retomar as posições perdidas, não tiveram sucesso. As perdas sofridas pela 1ª Divisão cresciam a cada dia e a evacuação de seus doentes e feridos por helicóptero não era mais possível.:156–7
As últimas reservas do alto comando, constituídas pela tomada apressada dos batalhões da antiga Guarda Provincial, foram apressadas para o norte, apenas para serem completamente dispersas pelo Khmer Vermelho após várias horas de combate. Uma grande brecha foi aberta nas defesas do norte, sem esperança de fechá-la. A oeste, as tropas da 3ª Divisão do Brigadeiro-General Norodom Chantaraingsey, apesar dos reforços, não conseguiram juntar-se aos seus próprios elementos em Kompong Speu e retomar a posição em Toul Leap. Um erro de cálculo que fez com que o fogo de artilharia FANK atingisse os elementos da 3ª Divisão durante a operação afetou gravemente o moral da unidade.:156–7
Ao longo desse período, refugiados civis fugiram para a capital de todas as direções. As autoridades, civis e militares, estavam sobrecarregadas e não sabiam onde abrigá-los. Escolas, pagodes e jardins públicos foram ocupados pelos refugiados; as autoridades não tinham como determinar quem era amigo e quem era do Khmer Vermelho.:157
Em 11 de abril, em Pequim, o governo dos Estados Unidos solicitou o retorno imediato do príncipe Norodom Sihanouk, líder figurativo da Frente Unida Nacional do Kampuchea (FUNK), a Phnom Penh. Sihanouk rejeitou o pedido na manhã seguinte.:363

### 12 de abril

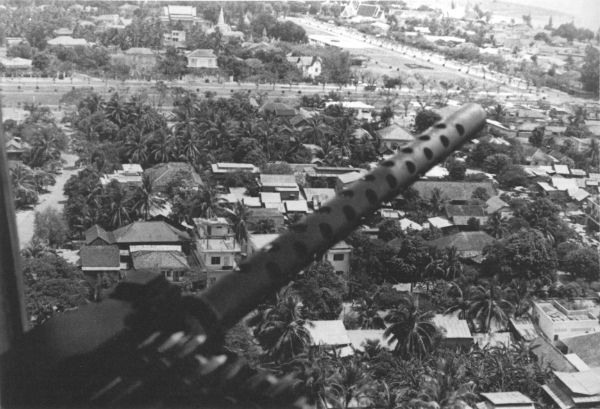
Uma visão de Phnom Penh de um helicóptero dos EUA, 12 de abril de 1975

Com o agravamento da situação em Phnom Penh, em 12 de abril a embaixada americana iniciou a Operação Eagle Pull, a evacuação de todo o pessoal estadunidense. O embaixador Dean convidou os membros do governo a serem evacuados, mas todos recusaram, exceto o presidente interino Saukham Khoy, que saiu sem avisar seus colegas líderes.:114 A evacuação foi um choque para muitos na liderança da República do Khmer, porque Phnom Penh e quase todas as capitais provinciais (exceto aquelas no leste ocupadas pelos norte-vietnamitas) estavam nas mãos do governo, repletas de milhões de refugiados. As estimativas colocam a população sob controle do governo em seis milhões, e aqueles sob o controle do Khmer Vermelho em um milhão.:162–3
Às 08h30, o Conselho de Ministros reuniu-se no gabinete do Primeiro-Ministro Long Boret. Foi decidido que uma assembleia geral deveria ser convocada, composta pelos mais altos funcionários e chefes militares. A partir das 14h00 a assembleia geral realizou-se no Chamcar Mon Palace. Por fim, adotou uma resolução unânime pedindo a transferência do poder para os militares e condenando Saukham Khoy por não entregar seu cargo de forma legítima. Às 23:00 a assembleia geral elegeu os membros do Comitê Supremo: tenente-general Sak Sutsakhan, chefe do Estado-Maior FANK, major-general Thongvan Fanmuong, contra-almirante do MNK Vong Sarendy, comandante do KAF Brigadeiro-general Ea Chhong, Long Boret, Hang Thun Hak, vice-primeiro-ministro e Op Kim Ang, representante do Partido Social Republicano.:164
A situação militar piorou drasticamente durante o dia. No norte, a linha defensiva foi cortada em vários pontos pelo Khmer Vermelho, apesar da feroz resistência das unidades FANK. O aeroporto de Pochentong corria perigo iminente de ser tomado; o pequeno aeroporto militar de Mean Chey teve que ser designado como local de pouso de emergência para os aviões e helicópteros que traziam munições e suprimentos.:164–5

### 13 a 16 de abril

A ofensiva final do Khmer Vermelho contra Phnom Penh

13 de abril foi o Ano Novo cambojano e o Khmer Vermelho continuou a bombardear Phnom Penh. Às 09:00, o Comitê Supremo teve sua primeira sessão e elegeu por unanimidade o presidente Sak Sutsakhan, tornando-se chefe do governo e chefe de Estado interino. Sak decidiu fazer uma última oferta de paz ao Príncipe Sihanouk, transferindo a República e suas forças armadas para ele, mas não se rendendo ao Khmer Vermelho. Mais tarde naquela noite, Sak convocou uma reunião do Conselho de Ministros, desta vez composta pelo Comitê Supremo e pelo Gabinete.:165
Este Conselho tomou decisões incluindo medidas políticas e militares, canalizando o fluxo cada vez maior de refugiados para escolas, pagodes, sua alimentação, a reorganização do gabinete, reforçando as tropas em Phnom Penh voando em alguns batalhões de diferentes províncias através do Médio Aeroporto de Chey e a formação de um Comitê Ad Hoc presidido por Long Boret para preparar aberturas de paz para o príncipe Sihanouk ou o Khmer Vermelho.:165
Em 14 de abril, a situação militar estava se tornando cada vez mais precária. Naquela manhã, o Gabinete se reuniu no escritório de Sak no Quartel-General do Estado-Maior (11.567°N 104.925°E). Às 10h25, um piloto da KAF lançou quatro bombas de 250 libras de seu avião de ataque leve T-28. Duas das bombas explodiram a cerca de 18 m do escritório de Sak, matando sete oficiais e suboficiais e ferindo outros vinte. Sak declarou toque de recolher de 24 horas e anunciou que a batalha continuaria.:166 :125
Naquela tarde, Takhmau, a capital da província de Kandal e 11 km ao sul de Phnom Penh, caiu para o Khmer Vermelho. A perda deste ponto-chave no perímetro de defesa do FANK teve um efeito desmoralizador. Vários contra-ataques foram iniciados, mas sem sucesso. Logo uma batalha feroz estava em andamento nos subúrbios do sul. O reabastecimento aéreo dos EUA em Pochentong foi completamente interrompido.:166 :125
O dia 15 começou com o Khmer Vermelho avançando do norte e do oeste. Pochentong e o dique de leste/oeste ao norte de Phnom Penh, ambos os quais formavam o último anel de defesa ao redor da capital, foram invadidos por ataques do Khmer Vermelho. A intervenção da Brigada Pára-quedista, trazida do leste do Mekong, não afetou a situação a oeste da capital. A brigada tentou se mover para o oeste, mas só conseguiu chegar 6 km pela Rota 4.:158 Enquanto isso, os refugiados continuaram a chegar à cidade.:167

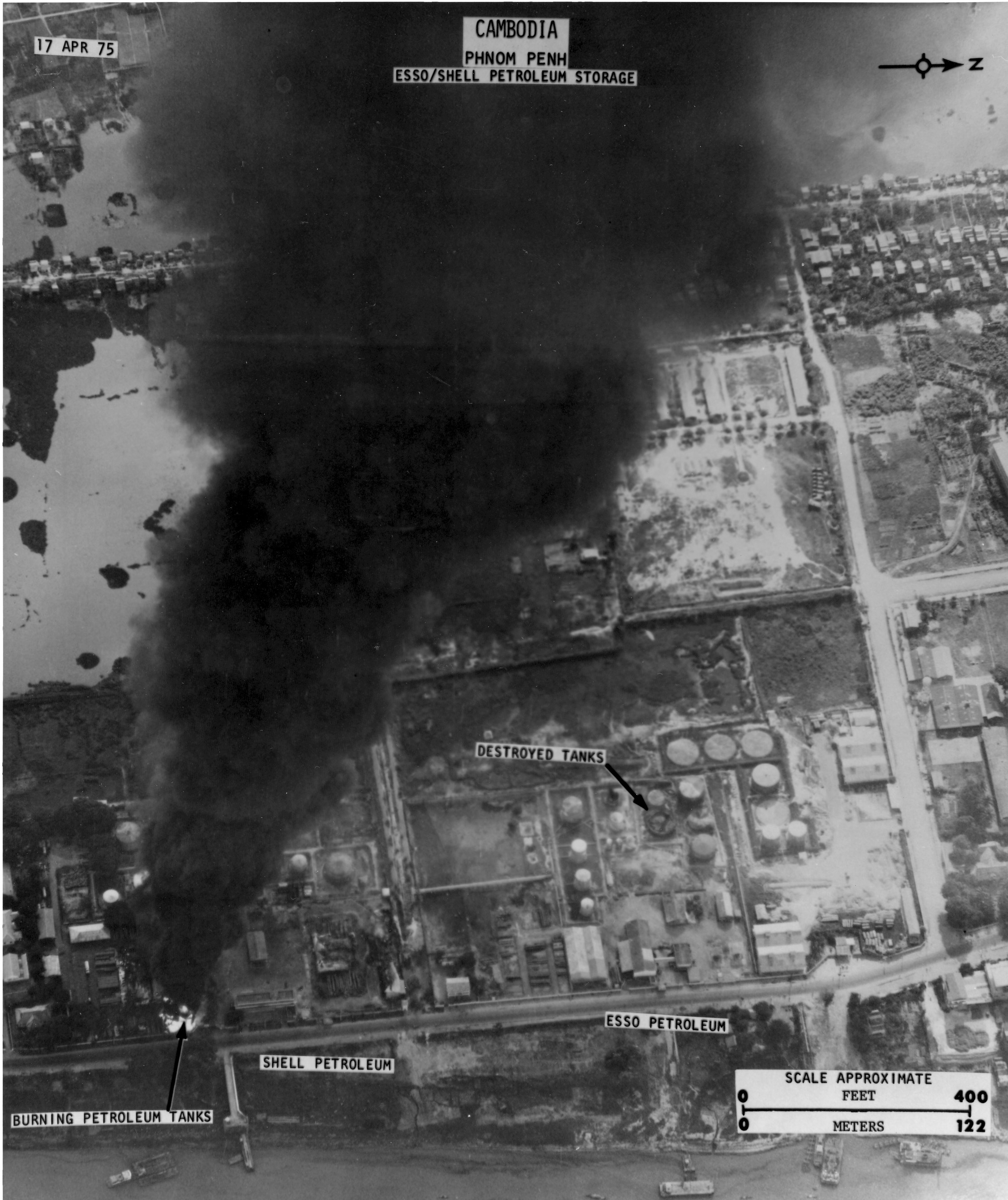
Uma visão de reconhecimento aéreo de um tanque de armazenamento de óleo Esso Shell em chamas, Phnom Penh, 17 de abril de 1975

Em 16 de abril, a reunião matinal do Gabinete foi inteiramente dedicada à mecânica de enviar uma oferta de paz a Pequim o mais rápido possível. Long Boret redigiu a oferta pedindo um cessar-fogo imediato e uma transferência de poder para o FUNK. A oferta foi enviada a Pequim através da Cruz Vermelha e da Agence France-Presse. A situação militar estava piorando, o depósito de petróleo da Shell (11.607°N 104.917°E) no norte da cidade foi incendiado por tiros, enquanto o fogo varreu barracos ao sul da cidade.:167–8
Durante toda a tarde o Gabinete esperou pela resposta de Pequim. Por volta das 23h, ainda não havia chegado uma resposta e o Gabinete percebeu que o Khmer Vermelho não queria aceitar a oferta.:167–8 Enquanto isso, o Khmer Vermelho havia ocupado a margem leste do Mekong após a retirada da Brigada de Paraquedas, enquanto a 2ª Divisão do General Dien Del mantinha a Ponte Monivong.:126
Os KAF T-28Ds voaram em sua última surtida de combate bombardeando o centro de controle KAF e os hangares em Pochentong após sua captura pelo Khmer Vermelho. Depois de praticamente esgotar suas reservas de munições, 97 aeronaves KAF escaparam de bases aéreas e aeródromos auxiliares em todo o Camboja, com um pequeno número de dependentes civis a bordo para portos seguros na vizinha Tailândia.

### 17 de abril

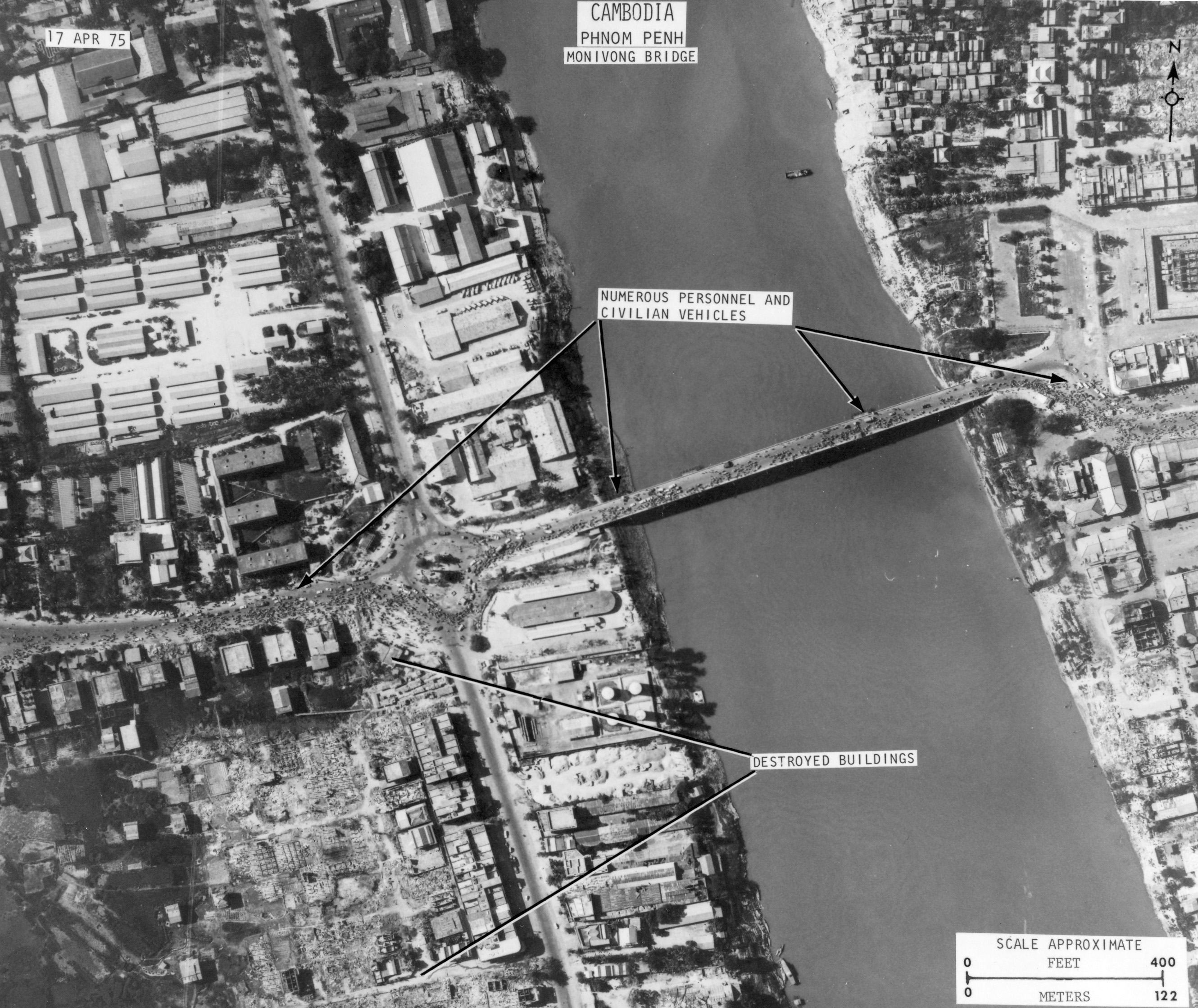
Uma visão de reconhecimento aéreo da Ponte Monivong, Phnom Penh, 17 de abril de 1975

Às 02:00 do dia 17 de abril, o Gabinete concordou que, como sua oferta de paz não havia sido aceita, mudaria o Gabinete, o Comitê Supremo e até membros da Assembleia de Phnom Penh, ao norte, para a capital da província de Oddar Meanchey em a fronteira tailandesa para continuar a resistência de lá. A única forma de sair da capital era de helicóptero. Às 04:00 os membros do Governo reuniram-se no jardim em frente ao Wat Botum Vaddey (11.559°N 104.932°E) para evacuação, mas os helicópteros não apareceram.:168–9
A aurora estava surgindo no horizonte oriental. Os membros do Governo voltaram à casa do Premier Long Boret às 05:30 e decidiram resistir até a morte na própria Phnom Penh. Depois das 06:00, o ministro da Informação, Thong Lim Huong, trouxe um telegrama recém-chegado de Pequim informando que o apelo de paz havia sido rejeitado por Sihanouk. Ao mesmo tempo, marcaram os sete membros do Comitê Supremo como principais traidores, além dos sete que haviam assumido o poder em 1970. :168–9
Pesados combates ocorreram desde as 04:00 no norte da cidade em torno da central elétrica (11.59°N 104.915°E) Ao amanhecer, o tiroteio cessou quando as forças FANK deram lugar ao Khmer Vermelho e recuaram ao longo do Boulevard Monivong para o centro da cidade.:84  O almirante Vong Sarendy havia retornado à base naval que estava sob ataque do Khmer Vermelho. Ele ligou para Sak mais tarde avisando que a base estava cercada e prestes a ser invadida. Quando as forças do Khmer Vermelho entraram no posto de comando, Sarendy cometeu suicídio.
Às 08:00 o restante do Gabinete, os deputados e os senadores deixaram a sessão, deixando Long Boret e Sak. O general Thach Reng chegou para implorar que saíssem com ele, pois ainda tinha seus homens das Forças Especiais e sete helicópteros UH-1 à sua disposição no Estádio Olímpico. Aproximadamente às 08h30, Sak e sua família embarcaram em um helicóptero e partiram, assim como o comandante da KAF, Ea Chhong. Enquanto isso, Long Boret embarcou em outro helicóptero que não conseguiu decolar.:169 
Quatro helicópteros voaram para Kampong Thom para reabastecer, chegando às 09h30. Estabelecendo contato por rádio com Phnom Penh, Sak soube que o Khmer Vermelho havia penetrado no Quartel-General do Estado-Maior. O general Mey Sichan dirigiu-se à nação e às tropas em nome de Sak, pedindo-lhes que hasteassem a bandeira branca como sinal de paz. O helicóptero de Sak chegou a Oddar Meanchey às 13h30, pois o colapso da República era iminente. Qualquer chance de restabelecer o governo evaporou e os oficiais reunidos decidiram buscar o exílio na Tailândia.:169–70
Quando o Khmer Vermelho entrou na capital, um pequeno grupo de soldados e estudantes armados, denominado MONATIO e liderado por Hem Keth Dara, começou a dirigir pela cidade dando as boas-vindas à chegada do Khmer Vermelho. MONATIO foi aparentemente uma criação de Lon Non, em uma tentativa de compartilhar o poder com o Khmer Vermelho. Inicialmente tolerados pelo Khmer Vermelho, os membros do MONATIO foram posteriormente presos e executados.:365:136–7 
Várias horas depois, o Khmer Vermelho começou a entrar no centro de Phnom Penh de todas as direções e se posicionou na principal encruzilhada, onde desarmou soldados FANK e coletou armas.:365Os soldados desarmados foram então conduzidos ao Estádio Olímpico, onde foram posteriormente executados. O Khmer Vermelho deu uma coletiva de imprensa no Ministério da Informação, onde vários prisioneiros, incluindo Lon Non e Hem Keth Dara, estavam detidos. Um carro carregando Long Boret chegou e ele se juntou aos prisioneiros.:143–4
Depois do meio-dia, o Khmer Vermelho ordenou a evacuação da cidade por três dias, expulsando expatriados e cambojanos do Hotel Le Phnom, que a Cruz Vermelha havia procurado estabelecer como zona neutra, e esvaziando os hospitais da cidade, que continham aproximadamente 20.000 feridos que dificilmente sobreviveriam à viagem para o campo. :145–7Aproximadamente 800 expatriados e 600 cambojanos se refugiaram na embaixada francesa (11.583°N 104.916°E).:366 Nesta hora, as forças militares do Khmer Vermelho somavam apenas 68.000, com mais 14.000 membros do partido. Elizabeth Becker afirma que a falta dos números necessários para controlar abertamente o Camboja, esvaziando Phnom Penh daqueles de sua população que eram indiferentes ou abertamente hostis a eles era essencial para garantir o controle do Khmer Vermelho.
Koy Thuon, vice-comandante da frente do Khmer Vermelho, organizou o "Comitê para Eliminar Inimigos" no Hotel Monorom (11.57°N 104.918°E). Sua primeira ação foi ordenar a execução imediata de Lon Non e outras figuras importantes do governo. Os oficiais das FANK capturados foram levados para o Hotel Monoram para escreverem suas biografias e depois para o Estádio Olímpico, onde foram executados.:192–3

## Consequências
Na manhã de 18 de abril, Sak e os demais membros do governo da República do Khmer e vários militares embarcaram em um KAF C-123 e voaram para U-Tapao e para o exílio.:170–1No mesmo dia, o Khmer Vermelho ordenou que todos os cambojanos na embaixada francesa, exceto mulheres casadas com franceses, deixassem a embaixada ou a assumiriam; rejeitaram qualquer direito de asilo. Entre os despejados estava o príncipe Sisowath Sirik Matak, um dos responsáveis pela remoção de Sihanouk do poder em 1970 e que havia sido marcado como um dos sete traidores originais marcados para execução pelo FUNK.:156–7 Também foram despejados a princesa Mam Manivan Phanivong, uma das esposas de Sihanouk; Khy-Taing Lim, Ministro das Finanças; e Loeung Nal, o Ministro da Saúde.
Long Boret foi executado no recinto do Cercle Sportif em Phnom Penh (agora a localização da embaixada dos Estados Unidos) por volta de 21 de abril. A Khmer Rouge Radio posteriormente informou que ele havia sido decapitado:160,193 mas outros relatórios indicam que ele e Sisowath Sirik Matak foram executados por um pelotão de fuzilamento ou que ele foi baleado no rim e deixado para sofrer uma morte lenta, enquanto sua família foi executada por tiros de metralhadora.
Pol Pot chegou a Phnom Penh deserta em 23 de abril.:164 Em 30 de abril, os ocupantes da embaixada francesa foram carregados em caminhões e conduzidos até a fronteira tailandesa, chegando quatro dias depois.:164–6
O colapso da República do Khmer após a queda de Phnom Penh permitiu ao Khmer Vermelho consolidar seu controle sobre o Camboja, renomeando o país como Kampuchea Democrático e iniciando a implementação de seu socialismo agrário. Apoiadores da República do Khmer e da intelligentsia foram mortos, enquanto a antiga população urbana foi usada como trabalho forçado no campo, muitos morrendo de abuso físico e desnutrição. Isso acabou resultando em 1,5–2 milhões de mortes durante o genocídio cambojano.
O Khmer Vermelho cortou todo contato com o mundo exterior, exceto com seus apoiadores, China e Vietnã do Norte. Após a queda de Saigon em 30 de abril de 1975, o Khmer Vermelho exigiu que todas as forças do Exército Popular do Vietnã (PAVN) e vietcongues deixassem suas áreas de base no Camboja, mas o PAVN se recusou a deixar certas áreas que alegavam ser território vietnamita. O PAVN também passou a assumir o controle de várias ilhas anteriormente controladas pelo Vietnã do Sul e outros territórios e ilhas disputados entre o Vietnã e o Camboja.:195 Isso levou a uma série de confrontos entre o Vietnã e o Camboja em várias ilhas em maio de 1975 e a apreensão de navios estrangeiros pelo Khmer Vermelho, que desencadeou o incidente de Mayaguez.:195 Os confrontos entre o Camboja e o Vietnã continuaram até agosto de 1975.:198As relações entre os dois países melhoraram desde então até o início de 1977, quando o Exército Revolucionário do Kampuchean começou a atacar as províncias fronteiriças vietnamitas, matando centenas de civis vietnamitas; isso acabou resultando na Guerra Cambojana-Vietnamita começando em dezembro de 1978.:304

## Na cultura popular
A queda de Phnom Penh é retratada nos filmes The Killing Fields, The Gate e First They Killed My Father.